# ديف بيكيت
ديف بيكيت (بالإنجليزية: Dave Pickett)‏ هو لاعب كرة قاعدة أمريكي، ولد في 26 مايو 1874 في بروكلين في الولايات المتحدة، وتوفي في 22 أبريل 1950 في إيستون في الولايات المتحدة.

## وصلات خارجية
- ديف بيكيت على موقعبيزبول رفرنس.كوم (الدوري الرئيسي) (الإنجليزية)